# 三城镇
三城镇，原为三城乡，是中华人民共和国安徽省滁州市来安县下辖的一个乡镇级行政单位。2018年撤乡设镇。区划代码改为341122110 。区域面积69.16平方千米。

## 行政区划
三城镇下辖以下地区：
广大村、河口村、沈圩村、固镇村、涧里村、三城村、天涧村、伏湾村和冯巷村。